# Hans Knudsen (præst)
 Der er flere personer med dette navn, se Hans Knudsen.
Hans Knudsen (født 11. januar 1813 i København, død 15. februar 1886 sammesteds) var en dansk præst og filantrop, der var en pionér indenfor behandling og rehabilitering af vanføre (handicappede) børn. Hans metoder blev udbredt til hele verden.
Knudsen blev student 1830 fra det von Westenske Institut og cand.theol. 1836. Samme år udnævntes han til præst og missionær i Trankebar og afrejste året efter til denne virksomhed. Hverken han eller hans Hustru kunne dog tåle klimaet i Indien, så efter at have virket som præst i den daværende danske koloni vendte han i 1843 hjem til Danmark. Her arbejdede han som sognepræst, og hospitalspræst hos diakonissestiftelsen.
I 1872 da han skulle på pension, oprettede han sammen med en gruppe filantropisk indstillede mænd fra borgerskabet, heriblandt fire læger Samfundet der antager sig vanføre og lemlæstede børn. Det blev vejen til berømmelse. 
I 1884 påtog foreningen sig også behandling af voksne vanføre og tog navneforandring til Samfundet, der antager sig Vanføre og Lemlæstede. Da man i 1909 inkorporerede de hjem for vanføre, der var blevet oprettet i den samlede organisation, tog man navneforandring til Samfundet og Hjemmet for Vanføre– siden forkortet "Sahva". 
I den tid hvor Samfundet der antager sig Vanføre og Lemlæstede var under Hans Knudsens ledelse, fungerede det som en privat velgørende forening, baseret på frivillige pengebidrag og frivilligt arbejde fra ortopædisk interesserede læger og pædagoger. Man samarbejdede tværfagligt om behandling af vanførhed og hjælp til at vanføre kunne komme i uddannelse og arbejde. I 1884 var der international lægekongres i København. Hans Knudsens initiativ og det koncept, han havde udviklet blev kendt videnom som "The Copenhagen System".
I 1881 oprettede en af Hans Knudsens mest trofaste og engagerede medarbejdere Johanne Petersen "Skolen for Enhaandede og Lamme". En sy-skole hvor piger ved hjælp af en særligt konstrueret sy-pult kunne blive oplært i at sy med kun en arm. Med tiden udvikledes flere hjælpemidler og uddannelsestilbud af forskellig type.
Han blev Ridder af Dannebrog 1884 og modtog Fortjenstmedaljen i guld 1885.
Hans Knudsen døde i 1886 efter kort tids sygdom. Han er begravet på Frederiksberg Ældre Kirkegård.
Københavns Kommune navngav i 1942 pladsen foran Ortopædisk Hospital efter Hans Knudsen. Her blev der i 2003 placeret en buste af bronze af ham (1890 af Edvard Harald Bentzen, orignalen i marmor på Frederiksborgmuseet). Der findes en kultegning af Carl Wentorf 1887 i Hjemmet for Vanføre. Træsnit 1886 og af H.P. Hansen 1887.